# Maskoŭski rajon
Maskoŭski rajon (ryska: Московский район, vitryska: Маскоўскі раён) är ett distrikt i Minsk, Belarus. Det är mycket tätbefolkat, med drygt 300 000 invånare på 30 km2. Det har fått sitt namn efter Moskva.